# Alpaida cachimbo
Alpaida cachimbo Levi, 1988 è un ragno appartenente alla famiglia Araneidae.

## Etimologia
Il nome della specie deriva dalla zona brasiliana di rinvenimento: Xavantina-Cachimbo

## Caratteristiche
L'olotipo maschile rinvenuto ha dimensioni: cefalotorace lungo 1,3mm, largo 0,9mm; il primo femore misura 1,5mm e la patella e la tibia circa 1,7mm.

## Distribuzione
La specie è stata rinvenuta nel Brasile centrale: nel territorio del comune di Xavantina-Cachimbo, appartenente allo stato del Mato Grosso.

## Tassonomia
Al 2014 non sono note sottospecie e dal 1988 non sono stati esaminati nuovi esemplari.